# Lijst van beschermd erfgoed in Hoei
Onderstaande tabel geeft een overzicht van de beschermde erfgoederen in de gemeente Hoei. Het beschermd erfgoed maakt onderdeel uit van het cultureel erfgoed in België.
| Object | Bouwjaar/architect      | Deelgemeente | Adres                              | Coördinaten                   | Nummer?                | Afbeelding |
| --- | ----------------------- | ------------ | ---------------------------------- | ----------------------------- | ---------------------- | --- |
| Refugiehuis van de abdij van Aulne (M) |                         | Hoei         | Rue du Vieux Pont 2                | 50° 31' 11" NB, 5° 13' 60" OL | 61031-CLT-0006-01 Info | Refugiehuis van de abdij van Aulne (M) |
| Pontshuis van Hoei, Agrarische School (M) |                         | Hoei         | Rue St-Victor 5                    | 50° 31' 9" NB, 5° 13' 35" OL  | 61031-CLT-0008-01 Info | Pontshuis van Hoei, Agrarische School (M) |
| Minderbroedersklooster (M) |                         | Hoei         | Rue Vankeerberghen 20              | 50° 31' 7" NB, 5° 14' 36" OL  | 61031-CLT-0009-01 Info | Minderbroedersklooster (M) |
| Gouverneurshuis (M) |                         | Hoei         | Rue Vankeerberghen 14              | 50° 31' 8" NB, 5° 14' 34" OL  | 61031-CLT-0010-01 Info | Gouverneurshuis (M) |
| Collegiale Onze-Lieve-Vrouwekerk (M, PEX) |                         | Hoei         | Rue de la Collégiale               | 50° 31' 8" NB, 5° 14' 17" OL  | 61031-CLT-0011-01 Info | Collegiale Onze-Lieve-Vrouwekerk (M, PEX) |
| St-Mortkerk (M) |                         | Hoei         | Rue Porte-des-Maillets             | 50° 30' 48" NB, 5° 14' 23" OL | 61031-CLT-0012-01 Info | St-Mortkerk (M) |
| Voormalige kerk Saint-Etienne-au-Mont van Statte en muren langs de kerkweg (M) ensemble van de calvarieberg van Statte, de oude begraafplaats, de kerk en de kerkweg (S)                              |                         | Hoei         | Allée Saint-Etienne-au-Mont        | 50° 31' 51" NB, 5° 13' 14" OL | 61031-CLT-0013-01 Info | Voormalige kerk Saint-Etienne-au-Mont van Statte en muren langs de kerkweg (M) ensemble van de calvarieberg van Statte, de oude begraafplaats, de kerk en de kerkweg (S)                              |
| Calvarieberg van Thier de Statte (M) |                         | Hoei         |                                    | 50° 31' 54" NB, 5° 13' 14" OL | 61031-CLT-0014-01 Info | Calvarieberg van Thier de Statte (M) |
| Voormalige kerk van Saint-Mengold (M) |                         | Hoei         | Place Verte                        | 50° 31' 6" NB, 5° 14' 31" OL  | 61031-CLT-0015-01 Info | Voormalige kerk van Saint-Mengold (M) |
| Toren van het hotel d'Oultremont (M) | 1559                    | Hoei         | Rue du Palais de Justice 7         | 50° 31' 10" NB, 5° 14' 35" OL | 61031-CLT-0016-01 Info | Toren van het hotel d'Oultremont (M) |
| De monumentale fontein op de markt, genaamd Bassinia (M, PEX) |                         | Hoei         | Grand'Place                        | 50° 31' 5" NB, 5° 14' 27" OL  | 61031-CLT-0017-01 Info | De monumentale fontein op de markt, genaamd Bassinia (M, PEX) |
| Refugiehuis van de abdij van Val-Saint-Lambert, genaamd maison Batta (M) |                         | Hoei         | Avenue de Batta 3-7                | 50° 31' 8" NB, 5° 14' 5" OL   | 61031-CLT-0019-01 Info | Refugiehuis van de abdij van Val-Saint-Lambert, genaamd maison Batta (M) |
| Hôtel de la Cloche (M) |                         | Hoei         | Quai de la Batte 9                 | 50° 31' 17" NB, 5° 14' 14" OL | 61031-CLT-0020-01 Info | Hôtel de la Cloche (M) |
| Hospice d'Oultremont (M) |                         | Hoei         | Rue de Namur 1                     | 50° 31' 7" NB, 5° 14' 15" OL  | 61031-CLT-0021-01 Info | Hospice d'Oultremont (M) |
| Zes kapellen (M) |                         | Hoei         | Chemin des Chapelles               | 50° 30' 52" NB, 5° 14' 50" OL | 61031-CLT-0022-01 Info | Zes kapellen (M) |
| Overblijfselen van de voormalige abdij van Neufmoustier: twee vleugels van de pandgang en gereconstrueerde Romaanse gevel (M) Ensemble met pleintje, crypte en standbeeld van Peter de Kluizenaar (S) |                         | Hoei         | Avenue Louis Chainaye              | 50° 31' 33" NB, 5° 14' 40" OL | 61031-CLT-0024-01 Info | Overblijfselen van de voormalige abdij van Neufmoustier: twee vleugels van de pandgang en gereconstrueerde Romaanse gevel (M) Ensemble met pleintje, crypte en standbeeld van Peter de Kluizenaar (S) |
| Fort van Hoei (M) |                         | Hoei         | Chaussée Napoléon                  | 50° 31' 4" NB, 5° 14' 16" OL  | 61031-CLT-0025-01 Info | Fort van Hoei (M) |
| Huis Nokin, zogezegd "oude graanbeurs", tegenwoordig huis van de Stichting Bolly-Charlier (M) |                         | Hoei         | Place Verte 6                      | 50° 31' 5" NB, 5° 14' 30" OL  | 61031-CLT-0026-01 Info | Huis Nokin, zogezegd "oude graanbeurs", tegenwoordig huis van de Stichting Bolly-Charlier (M) |
| Stadhuis (M) | 1765                    | Hoei         | Grand-Place 1                      | 50° 31' 6" NB, 5° 14' 28" OL  | 61031-CLT-0031-01 Info | Stadhuis (M) |
| Herenhuis (M) | ca. 1776 Gilles Mostier | Hoei         | Rue l'Apleit 15                    | 50° 31' 11" NB, 5° 14' 23" OL | 61031-CLT-0032-01 Info | Herenhuis (M) |
| Stadsvesten (M) |                         | Hoei         | Rue des Remparts                   | 50° 31' 4" NB, 5° 14' 40" OL  | 61031-CLT-0033-01 Info | Stadsvesten (M) |
| Herenhuis Lebrun (M) |                         | Hoei         | Rue l'Apleit 8                     | 50° 31' 11" NB, 5° 14' 25" OL | 61031-CLT-0034-01 Info | Herenhuis Lebrun (M) |
| Ensemble van de citadel en de Mont Picard (S) |                         | Hoei         |                                    | 50° 30' 53" NB, 5° 13' 29" OL | 61031-CLT-0036-01 Info | |
| Huis: gevels en daken | 169?                    | Hoei         | Rue du Pont 16                     | 50° 31' 8" NB, 5° 14' 20" OL  | 61031-CLT-0037-01 Info | Huis: gevels en daken |
| Herenhuis (M) |                         | Hoei         | Rue l'Apleit 9                     | 50° 31' 10" NB, 5° 14' 24" OL | 61031-CLT-0038-01 Info | Herenhuis (M) |
| Viersetpark (S) |                         | Heoi         | Rue Rioul                          | 50° 31' 25" NB, 5° 14' 35" OL | 61031-CLT-0039-01 Info | Viersetpark (S) |
| Rue des Frères Mineurs (S) |                         | Hoei         | Rue des Frères Mineurs             | 50° 31' 6" NB, 5° 14' 28" OL  | 61031-CLT-0040-01 Info | Rue des Frères Mineurs (S) |
| Helling genaamd Albastries, en ruelle des Larrons (S) |                         | Hoei         |                                    | 50° 31' 7" NB, 5° 14' 48" OL  | 61031-CLT-0041-01 Info | Helling genaamd Albastries, en ruelle des Larrons (S) |
| Huis (M) |                         | Hoei         | Rue des Tanneurs 23                | 50° 30' 58" NB, 5° 14' 26" OL | 61031-CLT-0042-01 Info | Huis (M) |
| Sint-Germanuskerk: toren en koor (M) |                         | Ben-Ahin     |                                    | 50° 30' 53" NB, 5° 10' 44" OL | 61031-CLT-0044-01 Info | Sint-Germanuskerk: toren en koor (M) |
| Ensemble van de lindeboom van Solières, het wegkruis en directe omgeving (S) |                         | Ben-Ahin     | Rue du Crucifix                    | 50° 29' 1" NB, 5° 11' 29" OL  | 61031-CLT-0049-01 Info | Ensemble van de lindeboom van Solières, het wegkruis en directe omgeving (S) |
| Uitbreiding van de site van de citadel van Hoei en de Mont Picard, voor zover gelegen in Ben-Ahin (S)                                                                                                 |                         | Ben-Ahin     | Ben-Ahin                           | 50° 30' 59" NB, 5° 13' 30" OL | 61031-CLT-0050-01 Info | |
| Ile des Béguines en Ile des Chanoines (S) |                         | Ben-Ahin     |                                    | 50° 30' 21" NB, 5° 8' 27" OL  | 61031-CLT-0051-01 Info | Ile des Béguines en Ile des Chanoines (S) |
| Sint-Gertrudiskerk (M) |                         | Tihange      | Rue de la Neuville                 | 50° 31' 49" NB, 5° 17' 19" OL | 61031-CLT-0052-01 Info | Sint-Gertrudiskerk (M) |
| Pastorie van de Sint-Margarethaparochie (M) |                         | Tihange      | Rue du Centre 26                   | 50° 31' 36" NB, 5° 15' 26" OL | 61031-CLT-0053-01 Info | Pastorie van de Sint-Margarethaparochie (M) |
| Parochiekerk Sint-Margaretha (M) |                         | Tihange      | Rue du Centre                      | 50° 31' 36" NB, 5° 15' 27" OL | 61031-CLT-0054-01 Info | Parochiekerk Sint-Margaretha (M) |
| Cijnshoeve van Solières (M) |                         | Ben-Ahin     | Rue du Crucifix 1                  | 50° 29' 12" NB, 5° 10' 53" OL | 61031-CLT-0056-01 Info | Cijnshoeve van Solières (M) |
| 16de-eeuws huis (M) |                         | Hoei         | Rue Sous-le-Château 42             | 50° 31' 3" NB, 5° 14' 19" OL  | 61031-CLT-0057-01 Info | 16de-eeuws huis (M) |
| Huis: gevels, uitgezonderd de straatgevel van n° 71, daken, en tuinen (M) |                         | Hoei         | Rue René Dubois 71-73              | 50° 31' 49" NB, 5° 13' 10" OL | 61031-CLT-0058-01 Info | Huis: gevels, uitgezonderd de straatgevel van n° 71, daken, en tuinen (M) |
| Huis (M) |                         | Hoei         | Rue des Augustins 15               | 50° 31' 10" NB, 5° 14' 27" OL | 61031-CLT-0059-01 Info | Huis (M) |
| Gebouw (M) |                         | Hoei         | Rue Griange 11                     | 50° 31' 4" NB, 5° 14' 30" OL  | 61031-CLT-0061-01 Info | Gebouw (M) |
| Gebouw (M) |                         | Hoei         | Grand'Place 7                      | 50° 31' 5" NB, 5° 14' 29" OL  | 61031-CLT-0062-01 Info | Gebouw (M) |
| Site van de ruïnes van de burcht van Beaufort (S) |                         | Ben-Ahin     |                                    | 50° 31' 1" NB, 5° 11' 41" OL  | 61031-CLT-0063-01 Info | |
| Huis en torentje (M) | 1627                    | Hoei         | Rue René Dubois 13                 | 50° 31' 43" NB, 5° 13' 15" OL | 61031-CLT-0064-01 Info | Huis en torentje (M) |
| Vallei van de Solièresbeek (S) |                         | Ben-Ahin     |                                    | 50° 29' 39" NB, 5° 10' 52" OL | 61031-CLT-0065-01 Info | Vallei van de Solièresbeek (S) |
| Waterput uit 18e eeuw (M) |                         | Ben-Ahin     | Rue des Cyclamens 2                | 50° 30' 46" NB, 5° 13' 12" OL | 61031-CLT-0066-01 Info | |
| Huis uit tweede helft 18e eeuw (M) |                         | Hoei         | Rue des Rôtisseurs 24              | 50° 31' 8" NB, 5° 14' 23" OL  | 61031-CLT-0067-01 Info | Huis uit tweede helft 18e eeuw (M) |
| Verschillende gebouwen van het kasteel van La Sarte (M) |                         | Tihange      | Route de Hamoir 89-91              | 50° 30' 16" NB, 5° 16' 25" OL | 61031-CLT-0068-01 Info | |
| Ruïnes van de burcht van Beaufort (M) |                         | Ben-Ahin     |                                    | 50° 31' 4" NB, 5° 11' 36" OL  | 61031-CLT-0069-01 Info | Ruïnes van de burcht van Beaufort (M) |
| Herenhuis: hoofdgebouw en bijgebouw met met koetspoort (M) | ca. 1770-1780           | Hoei         | Rue du Marché 47                   | 50° 31' 6" NB, 5° 14' 39" OL  | 61031-CLT-0070-01 Info | Herenhuis: hoofdgebouw en bijgebouw met met koetspoort (M) |
| Domein van de voormalige abdij van Solières: paleis van de abdis, vierkantshoeve, watermolen, grenspalen langs de toegangsweg (M) Geheel van voornoemde gebouwen en omgeving (S)                      |                         | Ben-Ahin     | Rue du Vieux Moulin                | 50° 28' 44" NB, 5° 10' 37" OL | 61031-CLT-0071-01 Info | Domein van de voormalige abdij van Solières: paleis van de abdis, vierkantshoeve, watermolen, grenspalen langs de toegangsweg (M) Geheel van voornoemde gebouwen en omgeving (S)                      |
| Sint-Eutropiuskapel en bron (S) |                         | Ben-Ahin     | Rue du Vieux Moulin                | 50° 28' 45" NB, 5° 10' 41" OL | 61031-CLT-0072-01 Info | Sint-Eutropiuskapel en bron (S) |
| Kasteel van Bonne Espérance (M) |                         | Tihange      | Rue Bonne espérance 37-37A         | 50° 31' 17" NB, 5° 16' 8" OL  | 61031-CLT-0073-01 Info | Kasteel van Bonne Espérance (M) |
| Huis Loumaye (Château Bodart) (M) kateel, hof en omgeving (S) |                         | Tihange      | Rue Bonne-Espérance 34-35          | 50° 31' 17" NB, 5° 16' 7" OL  | 61031-CLT-0074-01 Info | Huis Loumaye (Château Bodart) (M)kateel, hof en omgeving (S) |
| Voormalige pastorie (M) |                         | Hoei         | Rue Saint-Mengold 5                | 50° 31' 5" NB, 5° 14' 32" OL  | 61031-CLT-0075-01 Info | Voormalige pastorie (M) |
| Park van het kasteel van Ahin of Van Zuylen (S) |                         | Ben-Ahin     | Chaussée de Dinant 12              | 50° 31' 12" NB, 5° 12' 20" OL | 61031-CLT-0076-01 Info | Park van het kasteel van Ahin of Van Zuylen (S) |
| Sint-Rochuskapel (M) |                         | Ben-Ahin     | Rue Saint-Roch                     | 50° 30' 40" NB, 5° 10' 55" OL | 61031-CLT-0078-01 Info | Sint-Rochuskapel (M) |
| Huis (M) |                         | Hoei         | Rue du Pont 26-28                  | 50° 31' 9" NB, 5° 14' 19" OL  | 61031-CLT-0079-01 Info | Huis (M) |
| Huis (M) |                         | Hoei         | Rue du Marché 39                   | 50° 31' 5" NB, 5° 14' 38" OL  | 61031-CLT-0080-01 Info | Huis (M) |
| Herenhuis, inclusief gelambriseerde salon en grote salon met schilderdoeken (M) tuin (S) | ca. 1738                | Hoei         | Place Saint-Denis 4                | 50° 31' 7" NB, 5° 14' 43" OL  | 61031-CLT-0081-01 Info | Herenhuis, inclusief gelambriseerde salon en grote salon met schilderdoeken (M) tuin (S) |
| 17de-eeuws huis: linkerdeel (M) |                         | Tihange      | Rue du Marais 135                  | 50° 31' 44" NB, 5° 15' 17" OL | 61031-CLT-0082-01 Info | 17de-eeuws huis: linkerdeel (M) |
| 17de-eeuws huis: rechterdeel (M) |                         | Tihange      | Rue du Marais 137                  | 50° 31' 44" NB, 5° 15' 17" OL | 61031-CLT-0083-01 Info | 17de-eeuws huis: rechterdeel (M) |
| Leprozerie "Grands Malades": westelijke puntgevel met decoratieve arcaden, overblijfselen van de oostelijke puntgevel (begane grond), het interieur met de resten van de gewelven (M)                 |                         | Hoei         | Quai de Compiègne 54               | 50° 31' 50" NB, 5° 14' 27" OL | 61031-CLT-0084-01 Info | Leprozerie "Grands Malades": westelijke puntgevel met decoratieve arcaden, overblijfselen van de oostelijke puntgevel (begane grond), het interieur met de resten van de gewelven (M)                 |
| Ruïnes van de toren Gabelle en een muurwand (M) |                         | Hoei         | Chaussée des Forges 4              | 50° 30' 45" NB, 5° 14' 28" OL | 61031-CLT-0085-01 Info | Ruïnes van de toren Gabelle en een muurwand (M) |
| Lusthof van de "Grand Malades" (M) |                         | Hoei         | Chaussée de Waremme, nabij nr. 142 | 50° 31' 50" NB, 5° 14' 19" OL | 61031-CLT-0086-01 Info | Lusthof van de "Grand Malades" (M) |
| Huis, genaamd Kakyerie (M) |                         | Hoei         | Quai de Compiègne 62               | 50° 32' 10" NB, 5° 15' 9" OL  | 61031-CLT-0087-01 Info | Huis, genaamd Kakyerie (M) |
| Voormalig kruisherenklooster: ingangsportiek in Lodewijk XIV-stijl, scheidingsmuur en voormalige brouwerij (M)                                                                                        |                         | Hoei         | Rue des Larrons 23                 | 50° 30' 58" NB, 5° 14' 32" OL | 61031-CLT-0091-01 Info | Voormalig kruisherenklooster: ingangsportiek in Lodewijk XIV-stijl, scheidingsmuur en voormalige brouwerij (M)                                                                                        |
| Kerk Notre-Dame de la Sarte (M) |                         | Hoei         | Plaine de la Sarte                 | 50° 30' 50" NB, 5° 15' 2" OL  | 61031-CLT-0093-01 Info | Kerk Notre-Dame de la Sarte (M) |
| Huis: kelder (M) |                         | Hoei         | Rue des Frères Mineurs 6           | 50° 31' 5" NB, 5° 14' 34" OL  | 61031-CLT-0094-01 Info | |
| Huis genaamd "Legrand" (M) |                         | Hoei         | Rue des Frères Mineurs 1           | 50° 31' 5" NB, 5° 14' 33" OL  | 61031-CLT-0096-01 Info | Huis genaamd "Legrand" (M) |
| Huis (M) | 169?                    | Hoei         | Rue du Pont 18                     | 50° 31' 9" NB, 5° 14' 20" OL  | 61031-CLT-0097-01 Info | Huis (M) |
| Torentje met aftapping van de bron en waterbassin (M) Aanvoerleiding naar de waterfontein op het marktplein "le Bassinia" (S)                                                                         |                         | Hoei         |                                    |                               | 61031-CLT-0098-01 Info | |